# Danjino Selo
Danjino Selo (en serbe cyrillique : Дањино Село) est un village de Serbie situé dans la municipalité de Surdulica, district de Pčinja. Au recensement de 2011, il comptait 48 habitants.

## Démographie
| 1948 | 1953 | 1961 | 1971 | 1981 | 1991 | 2002 | 2011 |
| ---- | ---- | ---- | ---- | ---- | ---- | ---- | ---- |
| 203  | 205  | 183  | 161  | 202  | 145  | 81   | 48   |

|  |